# 트리시아 오켈리
트리시아 오켈리(Tricia O'Kelley, 1968년 9월 26일 ~ )는 미국의 배우, 텔레비전 배우, 영화배우이다.

## 영화
- 미싱 앳 17 (2013년) - 샤논 역
- 웨더 걸 (2009년)
- 뉴 어드벤처 오브 올드 크리스틴 (2006년)
- 아웃사이드 세일즈 (2006년)
- 길모어 걸스 (2000년)